# Суд

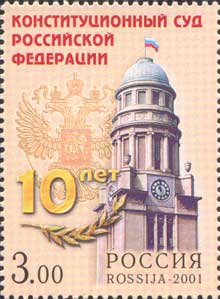
Почтовая марка России 2001 года, Конституционный суд Российской Федерации

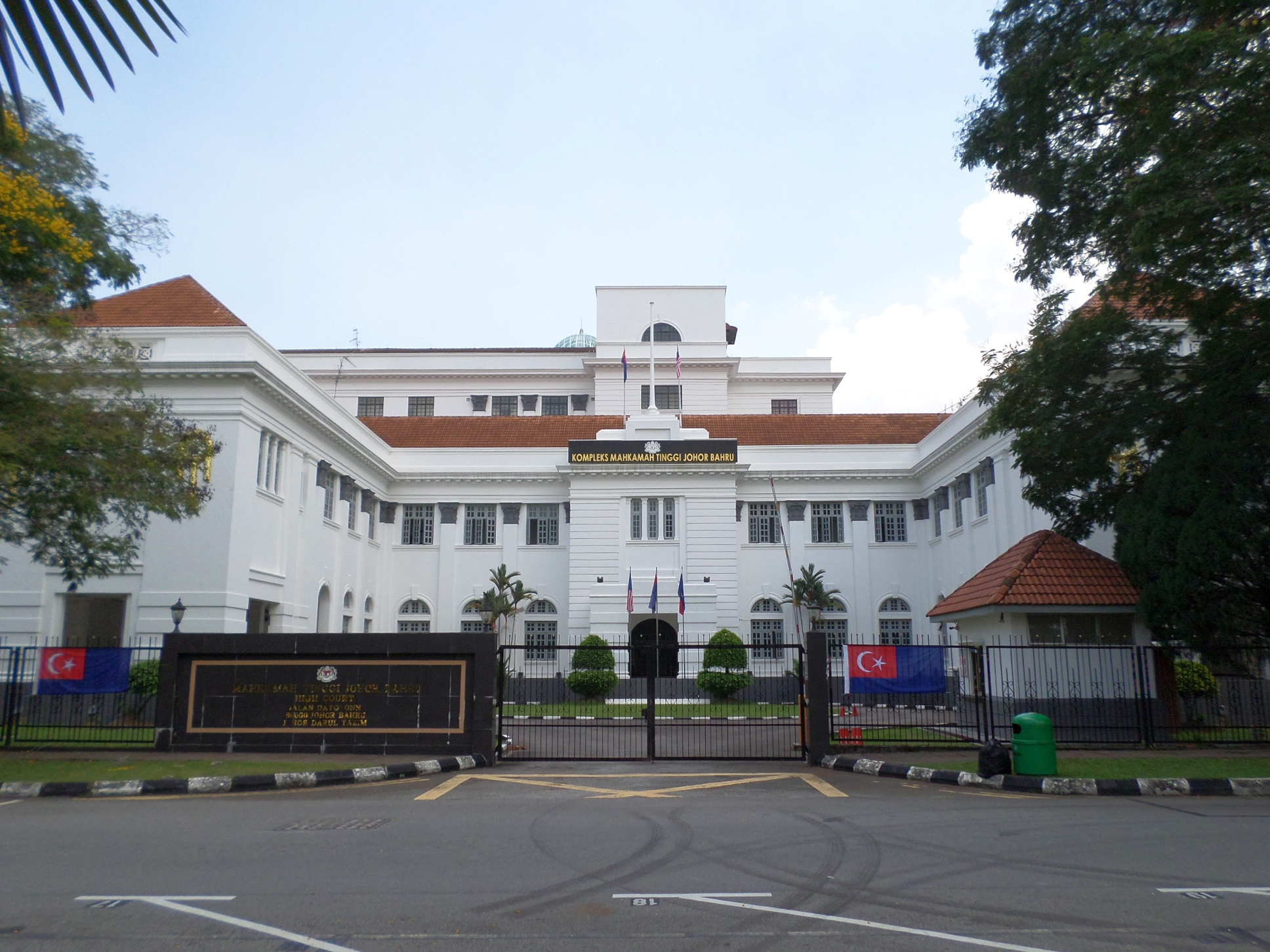
Здание городского суда Джохора-Бахру

Суд — орган государственной власти, осуществляющий правосудие в форме рассмотрения и разрешения уголовных, гражданских, административных и иных категорий дел в установленном законом конкретного государства процессуальном порядке.
Система судов, которая интерпретирует и применяет закон известна как судебная власть. Помещение, в котором происходит судебное разбирательство, известно как зал суда, а здание — как здание суда. Суд состоит как минимум из трёх сторон: истца, который жалуется на нарушение его прав, причинённый ему ущерб и так далее; ответчика, привлекаемый в качестве предполагаемого нарушителя прав истца; и судебных органов, в обязанности которых входит проверка истинности фактов, определение закона, возникающего в связи с этим фактом, и применение средств правовой защиты. Сторону обвинения может представлять прокурор, а сторону защиты — адвокат. Решение может быть вынесено судьёй единолично, коллегиально в составе нескольких профессиональных судей, судом присяжных и так далее.

## Классификация
В разных государствах и странах существуют свои классификации судов. Условно их можно разделить на верховные (трибунал) и низшие суды. По территориальной принадлежности суды бывают федеральные (центральные), краевые, областные, районные и так далее, в зависимости от административно-территориального устройства государств.
От судов общей юрисдикции отличают специализированные суды, рассматривающие особые категории дел: военные, арбитражные (торговые, хозяйственные, коммерческие), таможенные, налоговые, по трудовым спорам, административные, ювенальной юстиции и другие.
Особая разновидность судов — конституционные суды, главной функцией которых является конституционный контроль. В некоторых государствах конституционный суд считается особым органом контроля и не входит в судебную систему.
Существуют также религиозные суды (например, мусульманский суд шариата) и суды на основе обычаев.

### Субъекты международного права
- Надгосударственные суды
  - международные
    - региональные

### Субъекты государственного права
- Государственные (публичные суды):
  - конституционный
  - общий
    - первой инстанции
    - второй инстанции (апелляционный)
    - третьей инстанции (кассационный)

  - военный трибунал
  - специализированный
    - хозяйственный (арбитражный)
    - административный
- Негосударственные суды:
  - третейский суд
  - товарищеский суд

### Субъект канонического права
- Религиозные суды (см.также Священные писания)
  - иудаизм: суд — бейт дин, судья — даян, закон — Галаха
  - христианство: суд — Церковный суд
    - католицизм: судья — судебный викарий, закон — Кодекс канонического права
    - православие: судья — епископ, закон — церковное право
    - протестантизм: закон — Протестантский канон
      - англиканство: суд — Consistory court[англ.]

  - ислам: суд — махкама шария, судья — кади, закон — шариат
  - индуизм: суд — Ягьявалкья-смрити, закон — Ману-смрити
  - буддизм: закон — Палийский канон
  - даосизм: закон — Дао цзан
  - конфуцианство: закон — Четверокнижие, У-Цзин
- Тайные суды
  - фемический суд

### Внеправовой субъект
- Самосуд
  - суд Линча
  - военно-полевой суд
  - ускоренный военно-революционный суд
  - особый суд
  - чрезвычайный суд

Третейские суды и международные коммерческие арбитражи не входят в систему судов РФ. Тем не менее, в соответствии с правоприменительной практикой (например, Европейского суда по правам человека), третейские суды при действии в пределах их компетенций полностью удовлетворяют понятию суда, определённого в ст. 6 ЕСПЧ.

## Не являются судами

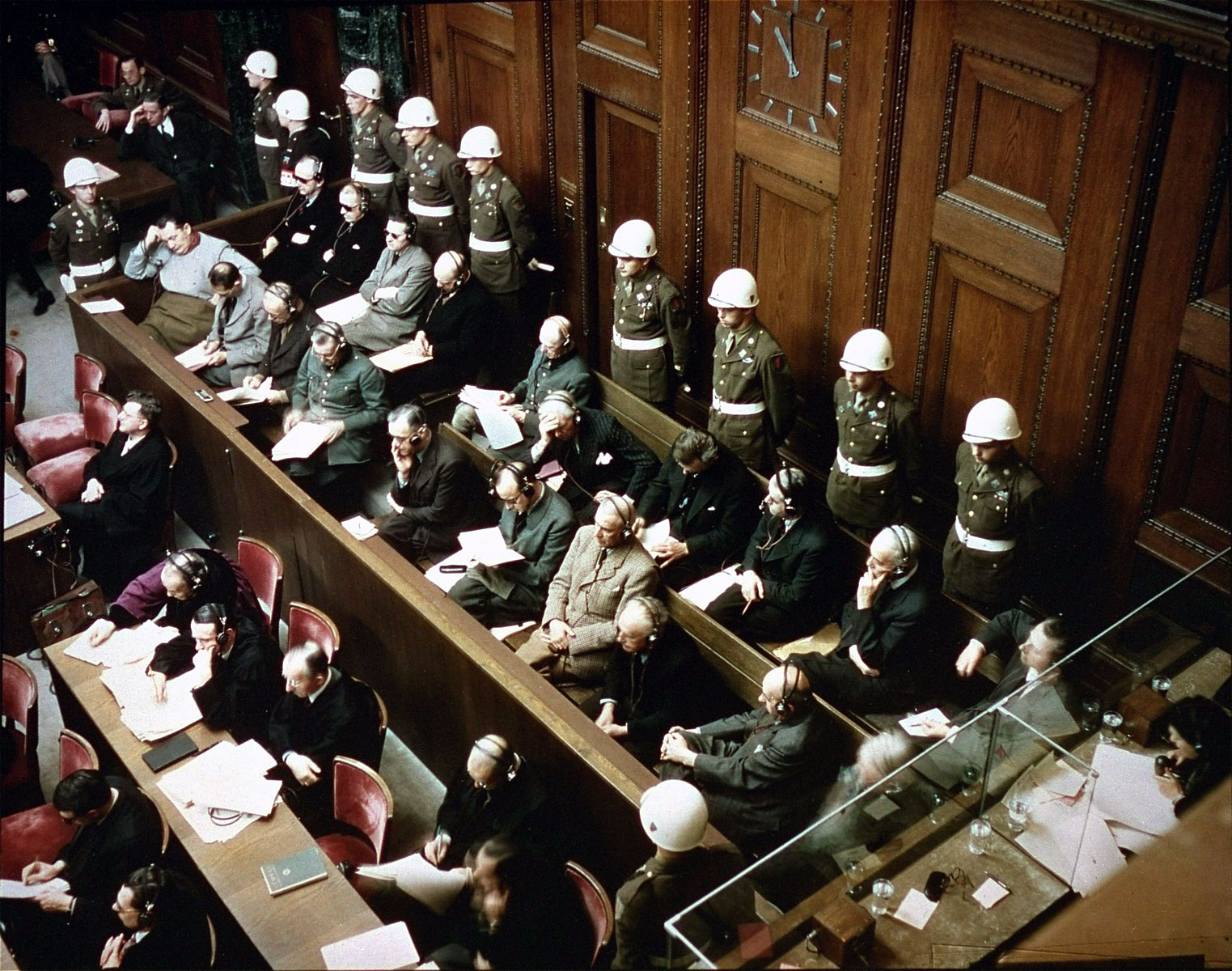
Нюрнбергский процесс

Чрезвычайные суды, строго говоря, не являющиеся судами в вышеуказанном смысле, создаются в случае экстраординарных ситуаций — войны, революции, государственного переворота, чрезвычайного положения и т. п. Деятельность чрезвычайных судов носит карательный характер и не регламентирована процессуальным правом, дела рассматриваются в закрытых заседаниях, решения не подлежат обжалованию.
Создание чрезвычайных судов прямо запрещено большинством современных конституций, в том числе и Конституцией России.

## История
Т. Кудрявцева приводит множество примеров судебных процессов народного суда древних Афин, в которых умелая драматическая презентация на судебных «подмостках», психологическая атака на судейские и зрительские эмоции помогала просителям выигрывать дело. Действо, которое проходило в стенах гелиэя могло становиться то комедией, то трагедией, то фарсом или буффонадой, то слезливой мелодрамой или даже «мыльной оперой».

## Россия
В судебную систему России входят суды следующих уровней:
- федеральные суды — Конституционный суд Российской Федерации, Верховный суд Российской Федерации, суды общей юрисдикции (в том числе военные суды), арбитражные суды, Суд по интеллектуальным правам (как арбитражный суд)
- суды субъектов Федерации — мировые судьи.

Судебную систему Российской Федерации составляют суды нескольких звеньев:
- конституционные (уставные) суды субъектов Федерации не имеют какой-либо инстанции и не подчинены Конституционному суду РФ;
- суды высшей инстанции — Конституционный суд, Верховный суд;
- суды первой инстанции — федеральные городские и районные суды, мировые судьи, гарнизонные военные суды, арбитражные суды субъектов Федерации;
- суды второй инстанции — апелляционные суды общей юрисдикции, федеральные суды субъектов Федерации (верховный суд республики, краевой, областной суд, суд автономного округа, автономной области, суд города федерального значения), апелляционный военный суд, окружные (флотские) военные суды, арбитражные апелляционные суды;
- суды третьей инстанции — кассационные суды общей юрисдикции, кассационный военный суд, арбитражные суды округов.

По юрисдикции (специализации) суды делятся на:
- конституционные и уставные — рассматривают соответствие законодательства Конституции РФ, конституциям (уставам) субъектов Федерации;
- суды общей юрисдикции — рассматривают административные, гражданские и уголовные дела, а также иные дела, отнесенные законом к их компетенции;
- арбитражные суды — рассматривают споры в сфере экономической и иной хозяйственной деятельности;
- Суд по интеллектуальным правам — являясь частью системы арбитражных судов, рассматривает споры об установлении права и его защите (аналогичен патентным судам иностранных государств).

также
- Московский городской суд